# Podziemne magazyny gazu

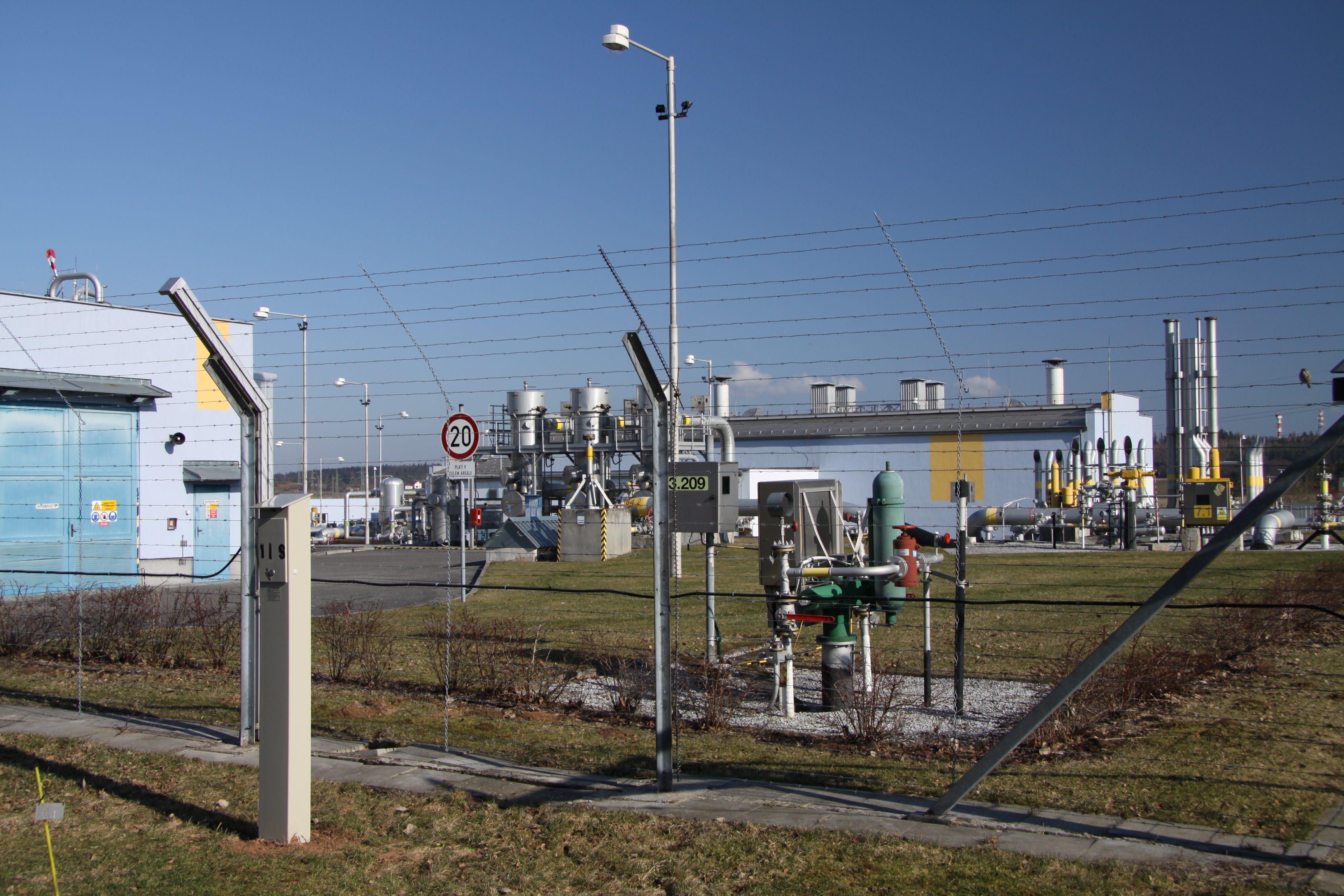
Podziemny magazyn gazu w Háje obok wsi Milín w dystrykcie Przybram w Czechach

Podziemne magazyny gazu (PMG) – naturalne przestrzenie, o dużej pojemności magazynowej znajdujące się głównie w wyeksploatowanych złożach gazu ziemnego i ropy naftowej, kawernach solnych, nieczynnych kopalniach węgla. Do tych miejsc może być wtłaczany gaz, zajmujący w normalnych warunkach objętość miliardów metrów sześciennych. Celem podziemnych magazynów gazu jest zarówno sezonowe, jak i strategiczne przechowywanie gazu ziemnego. Przyczyniają się one do zwiększenia niezawodności systemów gazowniczych i bezpieczeństwa energetycznego regionu lub kraju.
Najczęściej PMG tworzy się w miejscach pozostałych po wyczerpanych złożach ropy naftowej i gazu ziemnego (83,5% przypadków w 2010 r.), warstwach wodonośnych (12,6%), kawernach solnych (3,8%), opuszczonych kopalniach (0,05%) i w kawernach skalnych (tzw. KPMG, 0,02%). Magazyny tworzone w kawernach pozwalają na znacznie wyższą przepustowość zatłaczania i pobierania paliwa gazowego.

## Magazyny na świecie

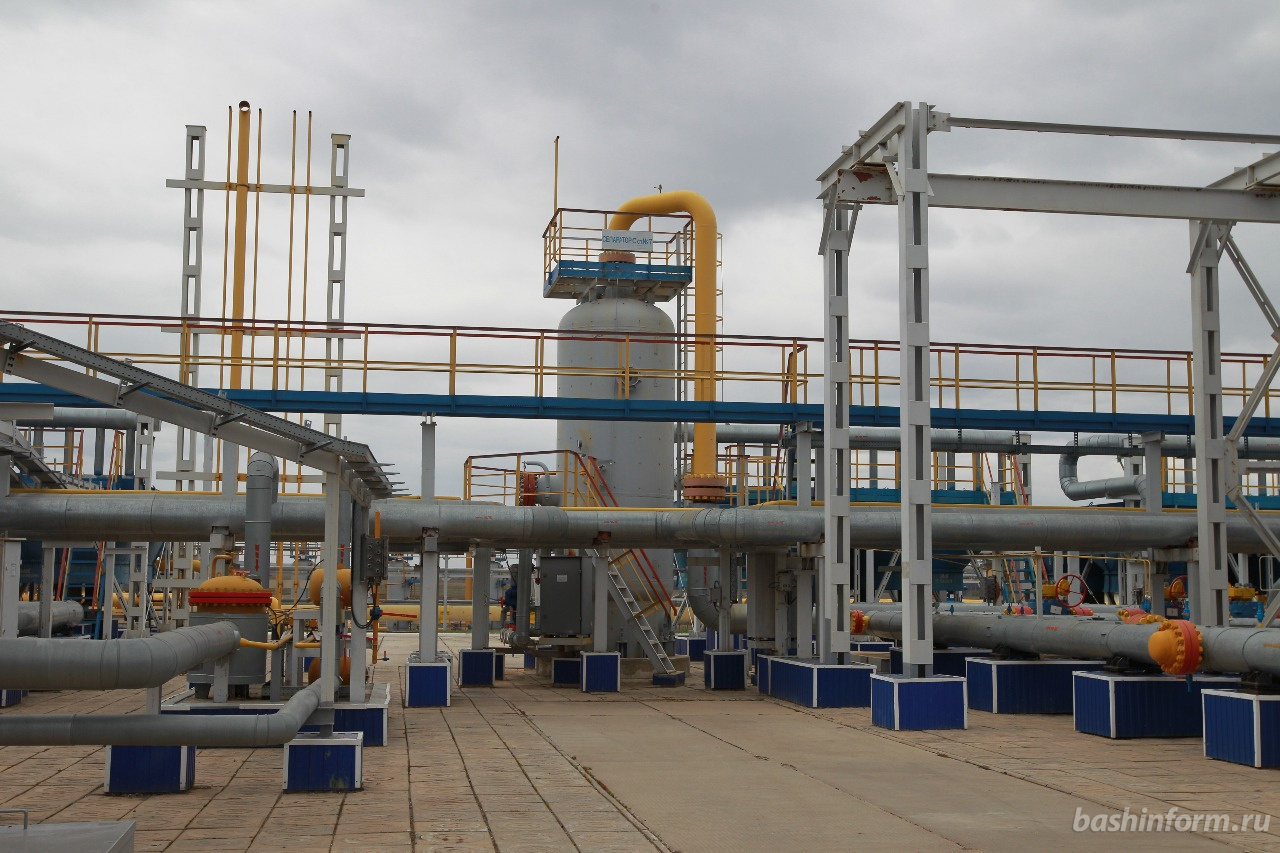
Kompleks podziemnych magazynów gazu Kanczurinsko-Musinsky w Baszkirii w Rosji

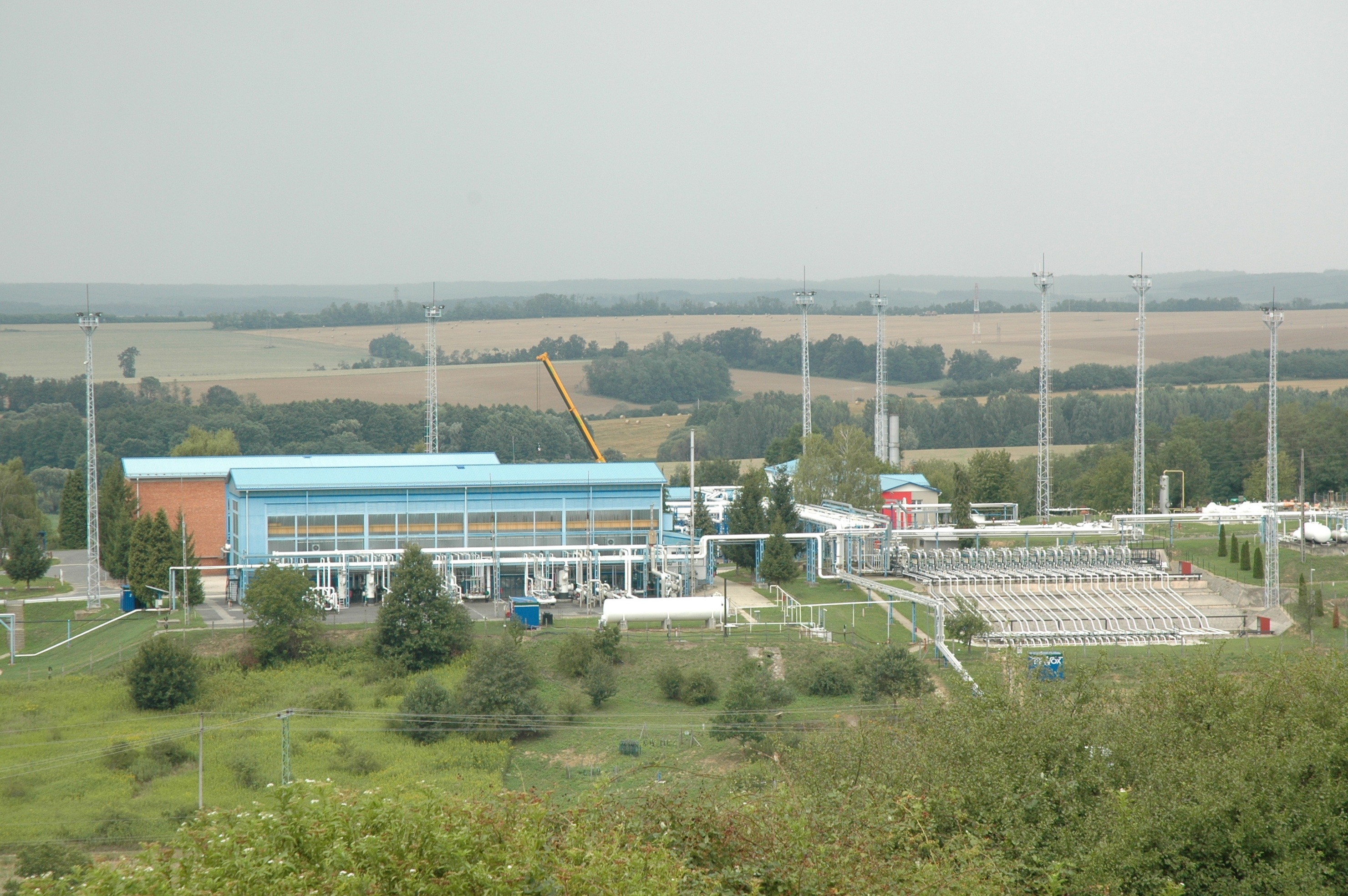
Podziemny magazyn gazu we wsi Pusztaederics na Węgrzech

Według stanu na 2010 rok na świecie istniało 630 PMG o łącznej pojemności 352 mld m³, z czego w Unii Europejskiej – 124, o łącznej pojemności 81 mld m³. W 2010 roku największą pojemność PMG w Unii Europejskiej miały:
- Niemcy (46 o łącznej pojemności 20 mld m³)
- Włochy (12 o łącznej pojemności 13 mld m³)
- Francja (15 o łącznej pojemności 12 mld m³)
- Norwegia (4 o łącznej pojemności 5 mld m³)
- Wielka Brytania (6 o łącznej pojemności 5 mld m³, od 2020 poza UE)
- Austria (7 o łącznej pojemności 4 mld m³)
- Węgry (6 o łącznej pojemności 4 mld m³)[3].

Ukraina posiada 13 magazynów o łącznej pojemności prawie 35 mld m³.

## Magazyny w Polsce
W Polsce pierwsze próby magazynowania gazu w wyeksploatowanym złożu gazu ziemnego i ropy naftowej Roztoki-Sądkowa rozpoczęły się w 1954 roku w Karpatach, w okolicach Jasła. Był to pierwszy podziemny magazyn gazu w Europie, posiadał pojemność 35,50 mln m³ i funkcjonował do 1980 roku. 
Wszystkie polskie magazyny gazu należą do odpowiedzialnej za ich eksploatację i rozbudowę Gas Storage Poland (GSP), spółki nabytej w czerwcu 2024 przez Gaz-System od PGNiG (z grupy Orlen). W 2022 GSP posiadała łącznie 3 327,72 mln m³ pojemności czynnych instalacji magazynowych. Dodatkowo od 2017 PGNiG posiada umowę z ukraińskim operatorem gazowym, Ukrtransgaz, która pozwala mu zatłaczać gaz do składowania w dziesięciokrotnie większych magazynach ukraińskich.
W 2022 stosunek mocy magazynowych w Polsce do zapotrzebowania wynosił około 1 do 6,4 (pojemność 36,41 TWh wobec rocznego zużycia 232,45 TWh). Dla porównania w Niemczech wynosi on 1 do 3,7 (245,45 wobec 905,30 TWh zużycia), a na Ukrainie możliwości magazynowe przewyższają zużycie krajowe (325,61 wobec 261,05 TWh). Średnie zużycie dzienne gazu w Polsce waha się w zależności od sezonu od 15 do 88 mln m³, co oznacza, że łączna pojemność PMG w Polsce wystarcza na 36-215 dni. Roczne zużycie gazu w Polsce w roku 2017 szacowane było na 16 mld m³, a w 2020 na poziomie 20 mld m³.
W Polsce istnieje 7 podziemnych magazynów gazu wysokometanowego (w porządku chronologicznym):
- PMG Brzeźnica (w wyeksploatowanym złożu gazu wysokometanowego) – o pojemności 100 mln m³[2]. Funkcjonuje od czerwca 1979 roku[4].
- PMG Swarzów (w wyeksploatowanym złożu gazu wysokometanowego) – o pojemności 90 mln m³[2], od lipca 1979 roku[4],
- PMG Strachocina (w wyeksploatowanym złożu gazu wysokometanowego) – o pojemności 460 mln m³[2][11], od maja 1982[4],
- PMG Husów (w wyeksploatowanym złożu gazu wysokometanowego) – o pojemności 500 mln m³[2], od października 1987[4],
- PMG Wierzchowice (w wyeksploatowanym złożu gazu zaazotowanego) – o pojemności 1 300 mln m³[2], od maja 1995[4],
- KPMG Mogilno (w kawernach solnych) – o pojemności 580,92 mln m³[2], pierwsze 2 komory oddane do eksploatacji w 1997[4],
- KPMG Kosakowo (w kawernach solnych) – o aktualnej pojemności 296,8 mln m³[2][11][12], od 2013[4].

Dodatkowo istnieją dwa magazyny gazu zaazotowanego, zarządzane przez PGNiG S.A.:
- PMG Daszewo o pojemności 30 mln m³,
- PMG Bonikowo o pojemności 200 mln m³[1][13].

### Rozbudowa
W Polsce powstają zarówno nowe jak i rozszerzane są istniejące magazyny:
- rozbudowy:
  - KPMG Mogilno (docelowo 800 mln m³[12])
  - PMG Wierzchowice (docelowo 2100 mln m³[2])

- nowe magazyny:
  - PMG Nowa Ruda – projektowany magazyn w wyrobiskach górniczych dawnych kopalni węgla kamiennego[14]
  - PMG Moszczenica – planowany magazyn zlokalizowany w podziemnych wyrobiskach kopalni soli kamiennej, o pojemności 10 mln m³[14].
  - PMG Damasławek – budowany magazyn zlokalizowany w podziemnych złożach soli o spodziewanej pojemności 1000 mln m³ w 2035 roku[15].